# Psychomyia anteia
Psychomyia anteia är en nattsländeart som beskrevs av Malicky 1997. Psychomyia anteia ingår i släktet Psychomyia och familjen tunnelnattsländor. Inga underarter finns listade i Catalogue of Life.